# Ferdinand Foch
Ferdinand Foch (Tarbes, 2 ottobre 1851 – Parigi, 20 marzo 1929) è stato un generale francese. Foch, generale dotato di grande spirito offensivo, capace di progettare ambiziose operazioni strategiche spesso rivelatesi impraticabili nella realtà concreta della guerra di trincea, venne considerato l'artefice della vittoria e raggiunse grande prestigio in tutto il mondo dopo la fine della prima guerra mondiale.
Ufficiale d'artiglieria tecnicamente preparato, fu tra i teorici principali dell'esercito francese nel periodo precedente la prima guerra mondiale e un assertore delle nuove aggressive concezioni belliche dell'offensiva a oltranza, dell'élan, della mistique della volontà (l'importanza determinante della volontà e della determinazione per vincere in battaglia). Svolse ruoli di comando di grande importanza durante la Grande Guerra a partire dalla prima battaglia della Marna. Dopo alcuni insuccessi e una temporanea perdita di influenza all'interno dell'esercito, nell'aprile 1918 divenne, su decisione dei governi dell'Intesa, il comandante in capo di tutti gli eserciti alleati sul fronte occidentale e condusse la vittoriosa fase finale delle operazioni fino alla resa della Germania Imperiale.

## Biografia
(Massima di Ferdinand Foch sull'importanza decisiva della forza di volontà dei capi e delle truppe per vincere in guerra)

### Gli inizi della carriera e l'insegnamento teorico

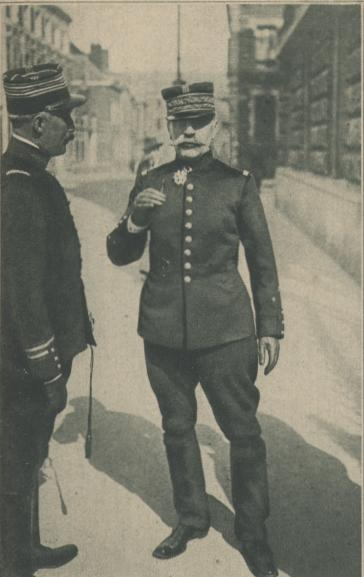
Il generale nel 1916.

Nacque nel 1851 a Tarbes, città ai piedi dei Pirenei, da famiglia benestante (il padre era funzionario statale), fervente cattolica, di origine basca-alsaziana. Allo scoppio della guerra franco-prussiana, nel 1870, abbandonò l'istituto gesuita che stava frequentando a Metz per arruolarsi in fanteria.
La guerra finì, con la sconfitta francese, prima che potesse partecipare ai combattimenti, e Foch completò gli studi nella Metz occupata dalle truppe prussiane. L'odio antitedesco ed il sentimento di revanche non lo abbandonarono mai da allora.
Nell'ottobre 1871 entrò a École polytechnique, quindi alla scuola di applicazione di artiglieria (1875); entrò quindi in servizio presso il 24º Reggimento artiglieria di stanza a Tarbes, frequentando la scuola di applicazione di cavalleria, e nel 1885 si iscrisse all'École de Guerre, la principale scuola di guerra francese, e centro della élite militare del tempo. Nel 1895 diventò professore della stessa scuola, e le sue lezioni vennero raccolte nei volumi "I principi della guerra" e "La condotta della guerra". In questi volumi è evidente la sua vicinanza teorica al grande prussiano Carl von Clausewitz.
Dalla cattedra Foch predicò con grande efficacia la dottrina dell'attacco e dell'offensiva a oltranza, e affermò che lo spirito aggressivo, il coraggio (cran) e lo slancio vitale (élan vital) dei soldati francesi, fossero i fattori determinanti nel raggiungimento della vittoria. Pur sostenendo con entusiasmo queste teorie offensive, Foch prese in considerazione anche la necessità di adottare misure di sicurezza (la sureté) e di applicare le sue teorie con intelligenza, ma sottovalutò alcune novità tecniche come l'aviazione. Sostenitore della guerra di movimento di tipo napoleonico, Foch teorizzò la necessità di progettare grandi operazioni strategiche offensive contro la Germania: l'esercito francese avrebbe ottenuto la revanche marciando direttamente da Magonza a Berlino.
Diventò direttore dell'École nel 1908. Nel 1910, in tale veste e su invito di Nicola II, compì un viaggio in Russia, ad assistere alle manovre dell'esercito zarista, durante il quale ebbe modo di valutare le condizioni economiche e militari dell'alleato d'oriente.
Nel 1911 prese il comando della 14ª Divisione, nel 1912 quello dell'VIII Corpo d'armata e nell'agosto 1913 quello del XX Corpo d'armata di stanza a Nancy formato da soldati reclutati in Lorena.

### Prima guerra mondiale

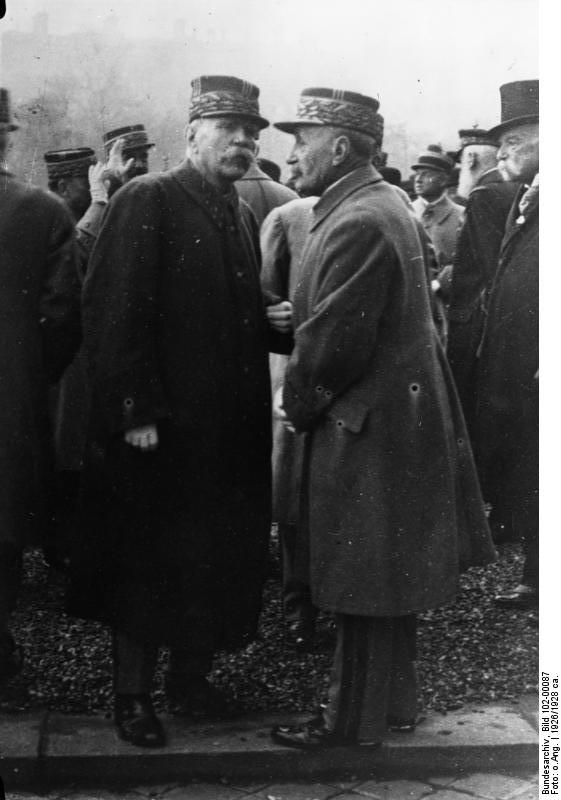
Il generale, a destra, insieme al generale Joseph Joffre.

#### Combattimenti in Lorena
La sua carriera sul campo fu altrettanto veloce e brillante. Allo scoppio della prima guerra mondiale era sempre al comando del XX corpo d'armata che prese parte, alle dipendenze della 2ª Armata, alla battaglia delle frontiere combattendo nei violenti e sanguinosi scontri in Lorena. Le truppe del XX corpo durante la campagna dimostrarono - sotto la guida molto aggressiva di Foch - combattività, e guidarono l'avanzata iniziale francese fino a Morhange dove tuttavia il 20 agosto 1914 vennero contrattaccate di sorpresa dai bavaresi del III corpo d'armata del generale Ludwig von Gebsattel.
I soldati del XX corpo d'armata dovettero infine ripiegare verso Nancy, pur mantenendo la coesione grazie anche alle capacità dimostrate durante la ritirata dal generale. Foch venne coinvolto in alcune polemiche riguardo alle responsabilità della sconfitta a Morhange, e venne accusato sia di eccessiva aggressività che di scarsa cautela; circolarono critiche sul suo operato. In particolare egli avrebbe attaccato di propria iniziativa la mattina del 20 agosto, nonostante gli ordini del generale Édouard de Castelnau comandante della 2ª Armata, prescrivessero di rimanere sulla difensiva; Foch affermò che gli ordini giunsero troppo tardi quando ormai la battaglia era in corso. Tra Castelnau e Foch i rapporti divennero difficili e alla fine della guerra quest'ultimo si sarebbe opposto alla promozione del suo ex superiore a maresciallo di Francia. Il generale Joseph Joffre invece, pur segnalando l'incauta avanzata del XX corpo d'armata, apprezzò il dinamismo e l'aggressività di Foch, la sua fiducia, il suo carattere determinato e la sua "superiore abilità militare".
Foch si dimostrò abile durante la ritirata e soprattutto nei combattimenti difensivi nel trouée de Charmes, divenendo il protagonista della difesa di Nancy. Furono le truppe del XX corpo d'armata che contrattaccarono sul fianco i bavaresi che marciavano su Épinal, riuscendo a bloccare il nemico.

#### La prima battaglia della Marna

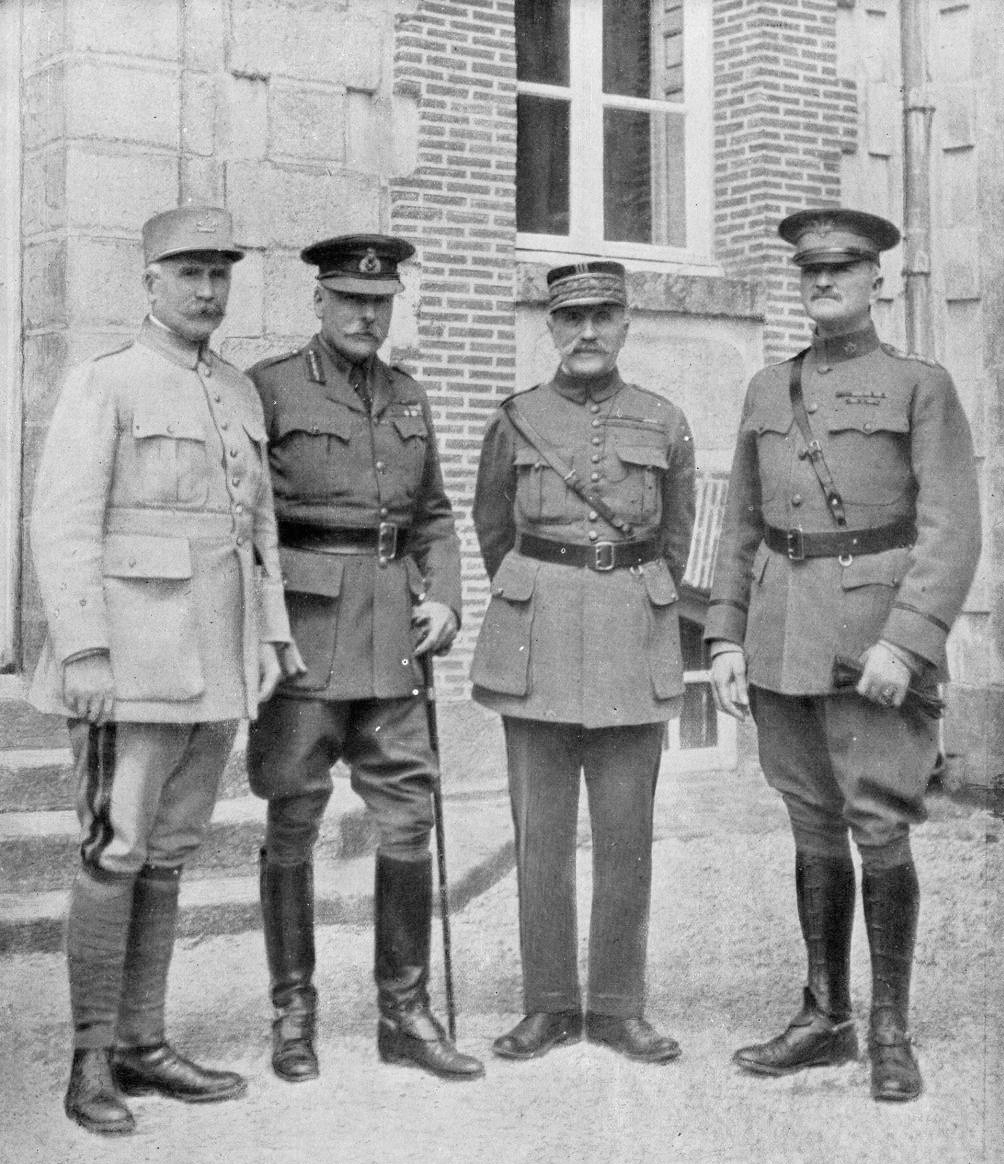
Da sinistra: il generale Philippe Pétain, il generale Douglas Haig, Ferdinand Foch e il generale John Pershing.

Il generale Joseph Joffre, mentre procedeva alla brusca destituzione di molti ufficiali superiori ritenuti deboli e pessimisti, riconobbe invece le capacità e la risolutezza mostrata da Foch durante la campagna di Lorena, e il 27 agosto gli assegnò il comando della nuova 9ª Armata, che prese parte dal 6 settembre alla Prima battaglia della Marna. Le truppe di Foch furono impegnate nei duri combattimenti nelle paludi di Saint-Gond, rischiando di essere sbaragliate. Il generale Foch, dimostrando determinazione e tenacia, riuscì alla fine a fermare i tedeschi, ed a raggiungere il successo nel suo settore, contribuendo alla vittoria finale francese sulla Marna, decisiva per l'esito complessivo della guerra.
Il successo sulla Marna diede notevole prestigio al generale Foch che, dopo aver svolto un importante lavoro teorico prima della guerra, aveva anche dimostrato qualità di comandante e di stratega sul campo di battaglia. Nella fase successiva ottenne alcuni successi durante l'inseguimento dei tedeschi e quindi guidò la sua armata nella Prima battaglia dell'Aisne che terminò con l'arresto dell'avanzata francese. Il generale Joffre aveva piena fiducia in Foch, e pertanto lo incaricò di coordinare le difficili operazioni che condussero alla corsa al mare; Foch diresse con abilità questa complessa manovra, riuscendo a bloccare l'avanzata tedesca verso le coste della Manica. Il 4 ottobre 1914 venne nominato dal generale Joffre, col titolo di "aggiunto del comandante in capo", comandante del settore nord del fronte, che comprendeva, oltre ad alcune armate francesi, la zona d'operazioni del Corpo di Spedizione Britannico.

#### La guerra di trincea
In tale ruolo sovrintese alle operazioni nel corso delle battaglie di Ypres, La Bassée, Somme (1916).
Dopo aver servito brevemente sul fronte italiano venne nominato, con il determinante sostegno di Georges Clemenceau, comandante in capo delle truppe francesi nel marzo 1918, in un momento critico per la Francia, che vedeva Parigi minacciata dall'imponente (e ultima) offensiva tedesca. La controffensiva coordinata da Foch di inglesi, statunitensi e francesi ebbe successo (Seconda battaglia della Marna, luglio 1918) e i tedeschi iniziarono una lenta ritirata che si sarebbe conclusa con lo sfondamento del loro fronte nel novembre 1918.
Foch ebbe un ruolo cruciale nella vittoria alleata e nella conseguente Conferenza di Parigi, che avrebbe portato alla stipula del Trattato di Versailles, anche se le sue tattiche clausewitziane, estese sin dall'inizio del conflitto a tutte le truppe alleate, portarono a perdite ingentissime e spesso evitabili.

### Gli ultimi anni

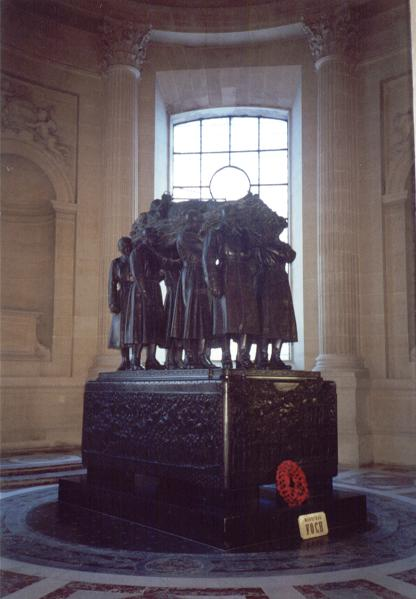
Monumento funebre al Maresciallo Ferdinand Foch all'interno dell'Hôtel des Invalides

Durante il dopoguerra osservò, con notevole lungimiranza, che quella firmata a Versailles con la Germania «Non è pace. È un armistizio di vent'anni» date le condizioni poste agli sconfitti.
Morì nel 1929 a Parigi.

## Le perdite familiari
Non vanno inoltre dimenticate le perdite subite dal maresciallo Foch agli inizi della guerra, la morte, il 22 agosto 1914, del venticinquenne figlio Germain e del genero, il capitano André Becourt, caduto a Charleroi il giorno successivo: queste furono perdite che colpirono molto il generale Foch ma non influenzarono mai la condotta, sempre cavalleresca nei confronti del nemico, da lui tenuta nel corso della guerra.

## Giudizi
David Lloyd George vide nello stile declamatorio e gesticolante di Foch (che lo faceva giudicare un buffone latino dai sussiegosi generali inglesi) un segno del possesso d’intelligenza e d’immaginazione. « Durante una delle nostre pause per il pranzo [a Versailles nel giugno 1918] avemmo una divertente dimostrazione dei piani strategici di Foch. Lui e Balfour erano andati a sgranchirsi le gambe in giardino. Potevamo vederli impegnati in un’animata conversazione – animata, almeno, per quanto concerne il generale Foch. Balfour stava evidentemente ascoltando il vecchio soldato con deferente attenzione, ponendogli qualche sporadica domanda. A un certo punto, messosi di fronte allo statista, vedemmo il generale abbandonarsi a delle violente gesticolazioni pugilistiche – prima con le mani, e poi anche coi piedi. Scoprimmo in seguito che gli stava esponendo il grande piano della sua controffensiva. Quando essa fosse iniziata, egli avrebbe colpito qua e colpito là; e non avrebbe usato soltanto le braccia, ma anche le gambe: colpendo e calciando senza sosta per non dare al nemico il tempo di riaversi». «La politica che aveva così teatralmente esposto a Balfour a Versailles in giugno sarebbe stata finalmente messa in opera a luglio».

## Stato di servizio
- 1873: Tenente
- 1898: Tenente colonnello
- 1903: Colonnello
- 1907: Generale di brigata
- 1911: Generale di divisione
- 1913: Generale di divisione comandante un corpo d'armata
- 1918: Maresciallo di Francia

## Opere
- Les principes de la guerre (I principi della guerra), 1903
- La conduite de la guerre (La condotta della guerra), 1904
- Mémoire pour servir à l'histoire de la guerre 1914-1918, Parigi, 1930; ed. italiana:  Ferdinand Foch, Memorie, Milano, Arnoldo Mondadori Editore, 1931.

## Onorificenze

### Titoli e gradi militari stranieri
- Maresciallo di campo dell'Esercito Britannico, 9 luglio 1919 (Regno Unito)
- Maresciallo dell'Esercito Polacco, 13 aprile 1923 (Seconda Repubblica di Polonia)